# Piute-Ziesel
Der Piute-Ziesel (Urocitellus mollis, Syn.: Spermophilus mollis) ist eine Hörnchenart aus der Gattung Urocitellus. Er kommt im Westen der Vereinigten Staaten vom südöstlichen Oregon und dem südlichen Idaho über Nevada bis in den äußersten Norden von Kalifornien und den Westen von Utah vor.

## Merkmale
Der Piute-Ziesel erreicht eine Kopf-Rumpf-Länge von etwa 20,1 bis 23,3 Zentimetern, der Schwanz wird etwa 44 bis 61 Millimeter lang und ist damit deutlich kürzer als der restliche Körper. Das Gewicht liegt bei etwa 80 bis 200 Gramm. Die Tiere haben eine einheitliche rauchgraue Rückenfärbung mit sandfarbener oder rosafarbener Einwaschung ohne auffällige Zeichnung oder Fleckung. Die Wangen und die Hinterbeine haben eine rötliche bis rostrote Einwaschung, die Bauchseite ist weiß bis cremefarben gefärbt. Der Schwanz ist auf der Oberseite rauchgrau und unterseits zimtfarben. Verglichen mit dem sehr ähnlichen Merriam-Ziesel (Urocitellus canus) ist der Piute-Ziesel größer mit einem größeren und schmaleren Schädel.
Das Genom besteht aus 2n = 36 Chromosomen.

## Verbreitung
Der Piute-Ziesel kommt im Westen der Vereinigten Staaten vom südöstlichen Oregon und dem südlichen Idaho über Nevada bis in den äußersten Norden von Kalifornien und den Westen von Utah vor.

## Lebensweise
Der Piute-Ziesel ist tagaktiv, wobei die ausgewachsenen Tiere häufiger in der Dämmerung aktiv sind als Jungtiere. Er lebt vor allem in Wüstenhabitaten, die durch den Wüsten-Beifuß (Artemisia tridentata) und anderen typischen Pflanzen bestimmt sind. Häufig lebt er in der Nähe von Quellen oder bewässerten Feldern.
Der Piute-Ziesel ist primär herbivor und die Nahrung besteht wie bei anderen Erdhörnchen vor allem aus verschiedenen Pflanzenteilen wie Gräsern, Blättern, Sprossen, Früchten und Wurzeln sowie Samen der vorkommenden Pflanzen, hinzu kommen gelegentlich Insekten und andere tierische Kost. Häufig fressen sie auch Getreide und andere Anbaupflanzen in landwirtschaftlichen Flächen. Ihre Nahrung finden sie am Boden, sie können jedoch auch in die Büsche klettern. Die Tiere leben wie andere Erdhörnchen am Boden und in komplexen unterirdischen Bauen. Dabei besitzen die Baue, die zur Jungenaufzucht und zum Winterschlaf genutzt werden, in der Regel mehrere Kammern und Eingänge und dringen bis in Tiefen von etwa einem Meter in den Boden. Zudem graben die Tiere kurze und flache Fluchtbaue. Der Piute-Ziesel kann in Kolonien leben, dabei sind die einzelnen Individuen mit Ausnahme der Muttertiere mit ihren Jungen allerdings wenig sozial und leben als Einzelgänger. Der Aktivitätsraum der Tiere beträgt etwa 0,14 Hektar. Die geschlechtsreifen Männchen beginnen ihren Winterschlaf im Mai, während sich die Weibchen und die Jungtiere erst im Juli in die Baue zurückziehen. Sie kommen ab Januar bis März wieder aus den Bauen, wobei die Männchen diese etwa drei Wochen vor den Weibchen verlassen.
Die Paarungszeit beginnt nach dem Aufwachen im Januar bis März, kann sich jedoch in Trockenzeiten verzögern. Dabei gibt es nur einen Wurf pro Jahr. Die Jungtiere werden nach einer Tragzeit von 24 Tagen im unterirdischen Nest geboren, dabei besteht ein Wurf aus fünf bis zehn Jungtieren. Die Geschlechtsreife erlangen die Männchen in der Regel nach ein bis zwei Jahren, Weibchen bekommen bereits nach einem Jahr eigene Jungtiere. Die Fortpflanzungsrate ist sehr hoch, allerdings liegt auch die Mortalität der Tiere bei etwa 70 Prozent. Entsprechend überleben pro Jahr nur etwa 30 Prozent der Ziesel. Die wichtigsten Fressfeinde sind verschiedene Raubtiere wie der Silberdachs (Taxidea taxus), der Kojote (Canius latrans) und Wiesel (Gattung Mustela), außerdem Greifvögel und Kolkraben (Corvus corax).

## Systematik

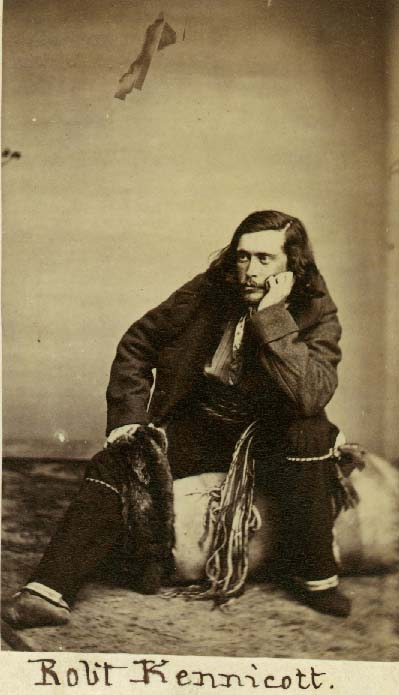
Robert Kennicott, Erstbeschreiber der Art

Der Piute-Ziesel wird als eigenständige Art innerhalb der Gattung Urocitellus eingeordnet, die aus zwölf Arten besteht. Die Art wurde lange als Teil der Ziesel und darin innerhalb der Untergattung Spermophilus eingeordnet. Nach einer umfassenden molekularbiologischen Untersuchung wurden die Art jedoch gemeinsam mit mehreren weiteren Arten der nun eigenständigen Gattung Urocitellus zugeordnet. Die wissenschaftliche Erstbeschreibung stammt von dem amerikanischen Zoologen Robert Kennicott aus dem Jahr 1863, der ihn anhand von Individuen aus Camp Floyd nahe Fairfield im Utah County, Utah, als Spermophilus mollis beschrieb. Die Art wurde teilweise gemeinsam mit dem Merriam-Ziesel als Unterart des Townsend-Ziesels (Urocitellus townsendii) betrachtet, aufgrund der unterschiedlichen Anzahl der Chromosomen jedoch als eigenständige Art anerkannt.
Innerhalb der Art werden gemeinsam mit der Nominatform drei Unterarten unterschieden:
- Urocitellus mollis mollis: Nominatform, kommt im größten Teil des Verbreitungsgebietes vor. Die Nominatform ist im Vergleich zu den anderen Unterarten mittelgroß.
- Urocitellus mollis artemisiae: Diese Unterart besiedelt den Snake River Plain im zentralen Idaho. Es ist die kleinste Form.
- Urocitellus mollis idahoensis: Diese Unterart lebt im westlich-zentralen Idaho nordöstlich des Snake River. Die Unterart ist etwas größer als die Nominatform und das Rückenfell ist etwas gesprenkelt. Der Schwanz ist zudem etwas länger, breiter und dunkler.

## Status, Bedrohung und Schutz
Der Piute-Ziesel wird von der International Union for Conservation of Nature and Natural Resources (IUCN) als nicht gefährdet (Least Concern, LC) eingeordnet. Begründet wird dies durch das vergleichsweise große Verbreitungsgebiet und das angenommene häufige Vorkommen. Potenzielle Gefährdungen gehen vor allem durch die Umwandlung der Lebensräume in landwirtschaftliche Flächen und die Verschlechterung der Lebensräume aus. Ein Rückgang in den späten 1980er Jahren im Südwesten Idahos erfolgte durch eine Umwandlung der Buschsteppe durch Landschaftsfeuer in eine Landschaft, die durch einjährige Pflanzen dominiert wird. Regional werden die Tiere als Schädlinge mit Gift und durch Abschuss bekämpft. Zudem gehören sie zur traditionellen Jagdbeute einige Indianer, wobei diese Jagd kaum Einfluss auf die Bestände hat.

## Belege
1. 1 2 3 4 5 6 7 8 9 10 11 12 13  Richard W. Thorington Jr., John L. Koprowski, Michael A. Steele: Squirrels of the World. Johns Hopkins University Press, Baltimore MD 2012, ISBN 978-1-4214-0469-1, S. 359–360.
2. 1 2 3 4  Urocitellus mollis in der Roten Liste gefährdeter Arten der IUCN 2016.1. Eingestellt von: G. Hammerson, 2008. Abgerufen am 20. August 2016.
3. ↑  Matthew D. Herron, Todd A. Castoe, Christopher L. Parkinson: Sciurid phylogeny and the paraphyly of holarctic ground squirrels (Spermophilus). Molecular Phylogenetics and Evolution 31, 2004; S. 1015–1030. (Volltext (Memento des Originals vom 17. April 2015 im Internet Archive)  Info: Der Archivlink wurde automatisch eingesetzt und noch nicht geprüft. Bitte prüfe Original- und Archivlink gemäß Anleitung und entferne dann diesen Hinweis., PMID 15120398)
4. ↑  Kristofer M. Helgen, F. Russell Cole, Lauren E. Helgen, Don E. Wilson: Generic Revision in the holarctic ground squirrels genus Spermophilus. Journal of Mammalogy 90 (2), 2009; S. 270–305. doi:10.1644/07-MAMM-A-309.1
5. ↑  Robert Kennicott: Descriptions of four new species of Spermophilus, in the collections of the Smithsonian Institution. Academy of Natural Sciences of Philadelphia Proceedings, 1863; S. 157–158. (Digitalisat)
6. 1 2  Eric A. Rickert: Spermophilus townsendii. Mammalian Species 268, 1987; S. 1–6. (Volltext (Memento des Originals vom 15. März 2016 im Internet Archive)  Info: Der Archivlink wurde automatisch eingesetzt und noch nicht geprüft. Bitte prüfe Original- und Archivlink gemäß Anleitung und entferne dann diesen Hinweis.)
7. 1 2  Spermophilus (Spermophilus) mollis. In: Don E. Wilson, DeeAnn M. Reeder (Hrsg.): Mammal Species of the World. A taxonomic and geographic Reference. 2 Bände. 3. Auflage. Johns Hopkins University Press, Baltimore MD 2005, ISBN 0-8018-8221-4.